# مرکز نمایشگاه ورزشی المپیک هانگژو
مرکز نمایشگاه ورزشی المپیک هانگژو (چینی: 杭州奥体博览城) یا مرکز ورزشی المپیک هانگژو (چینی: 杭州奥林匹克体育中心) یک مجموعه ورزشی چند منظوره در هانگژو، استان چجیانگ، چین است.
در سال ۲۰۱۸ تکمیل شد و بیشتر برای مسابقات فوتبال استفاده می‌شود. استادیوم اصلی با ظرفیت ۸۰۰۰۰ تماشاگر طراحی شد.
این استادیوم توسط NBBJ با مشارکت CCDI ساخته شده‌است. این ورزشگاه در زمینی به ۶۰٬۰۰۰ متر مربع (۶۵۰٬۰۰۰ فوت مربع)) ساخته شده‌است در حاشیه رودخانه کیانتاگ روبروی منطقه تجاری مرکزی شهر جدید کیانجیناگ هانگژو باشد.

## نگارخانه

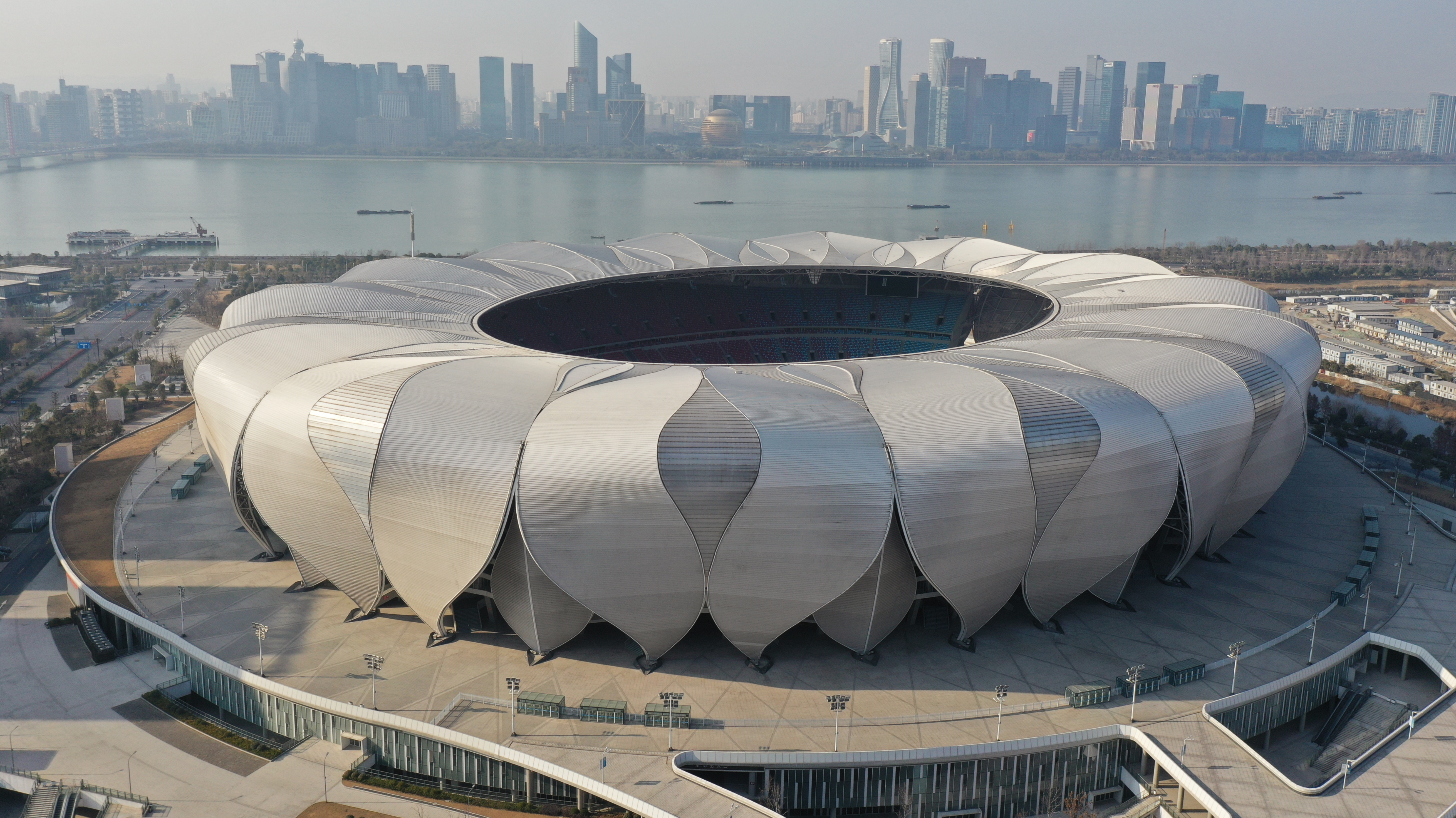
استادیوم اصلی
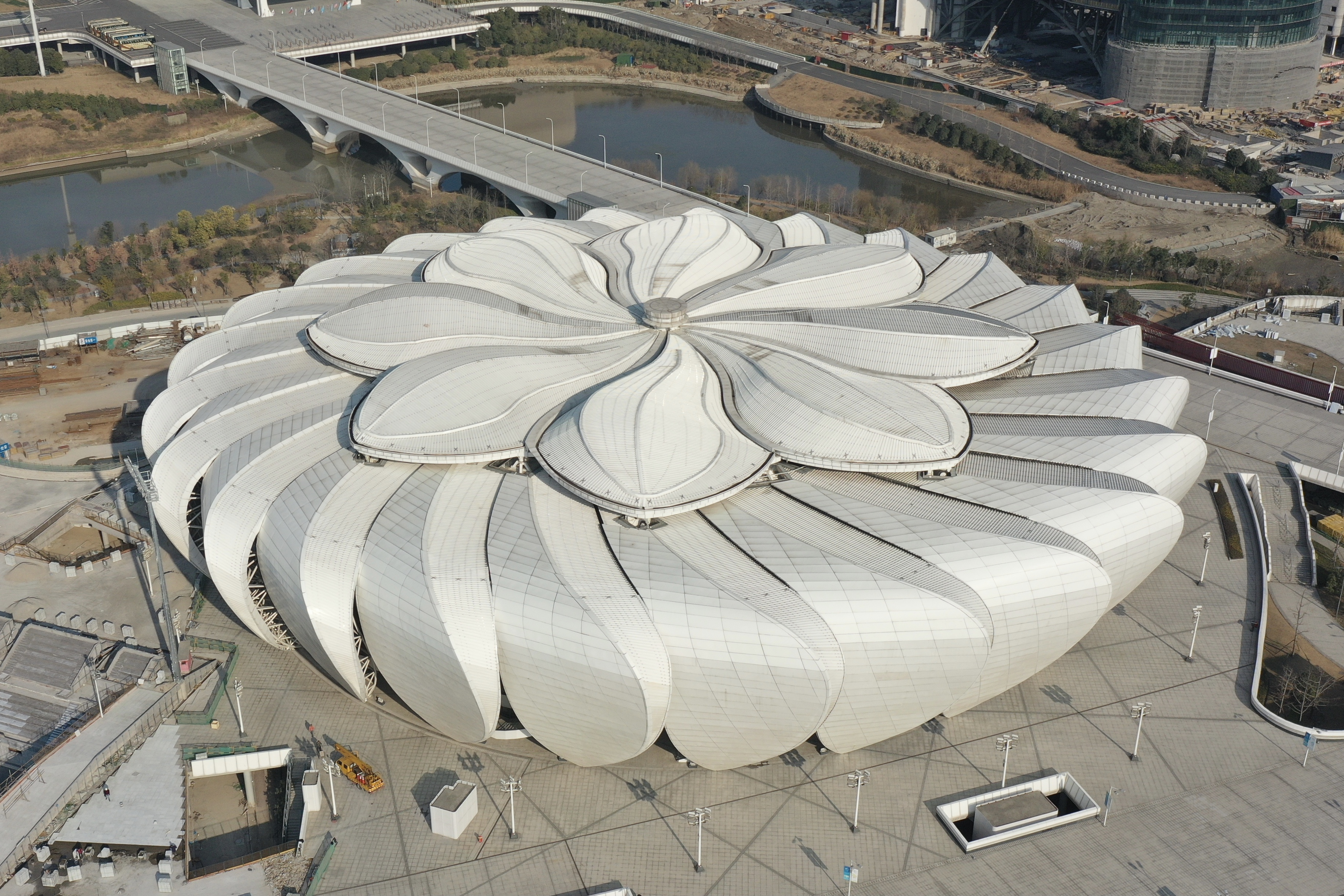
مرکز تنیس
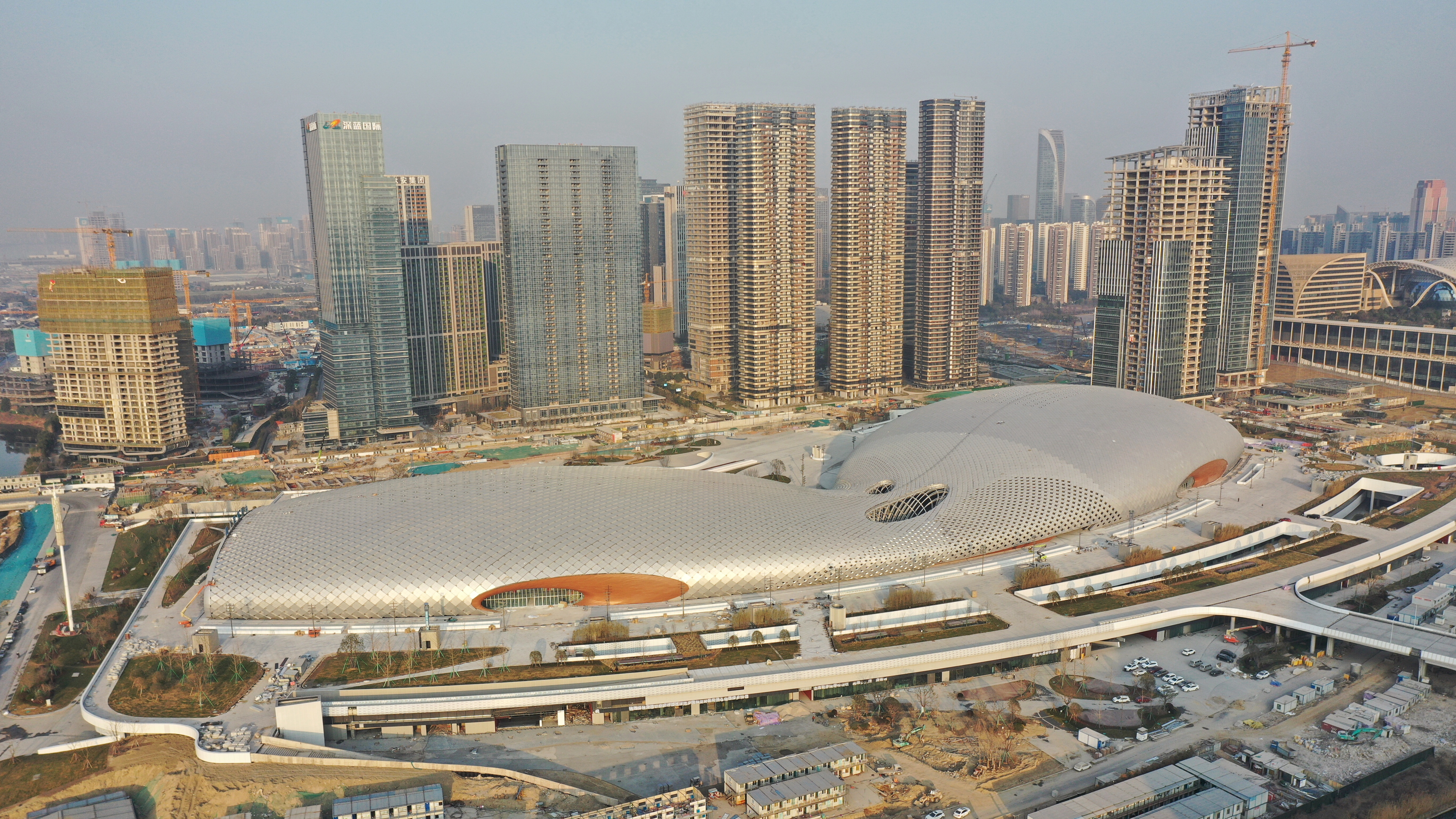
Gymnasium.& Natatorium
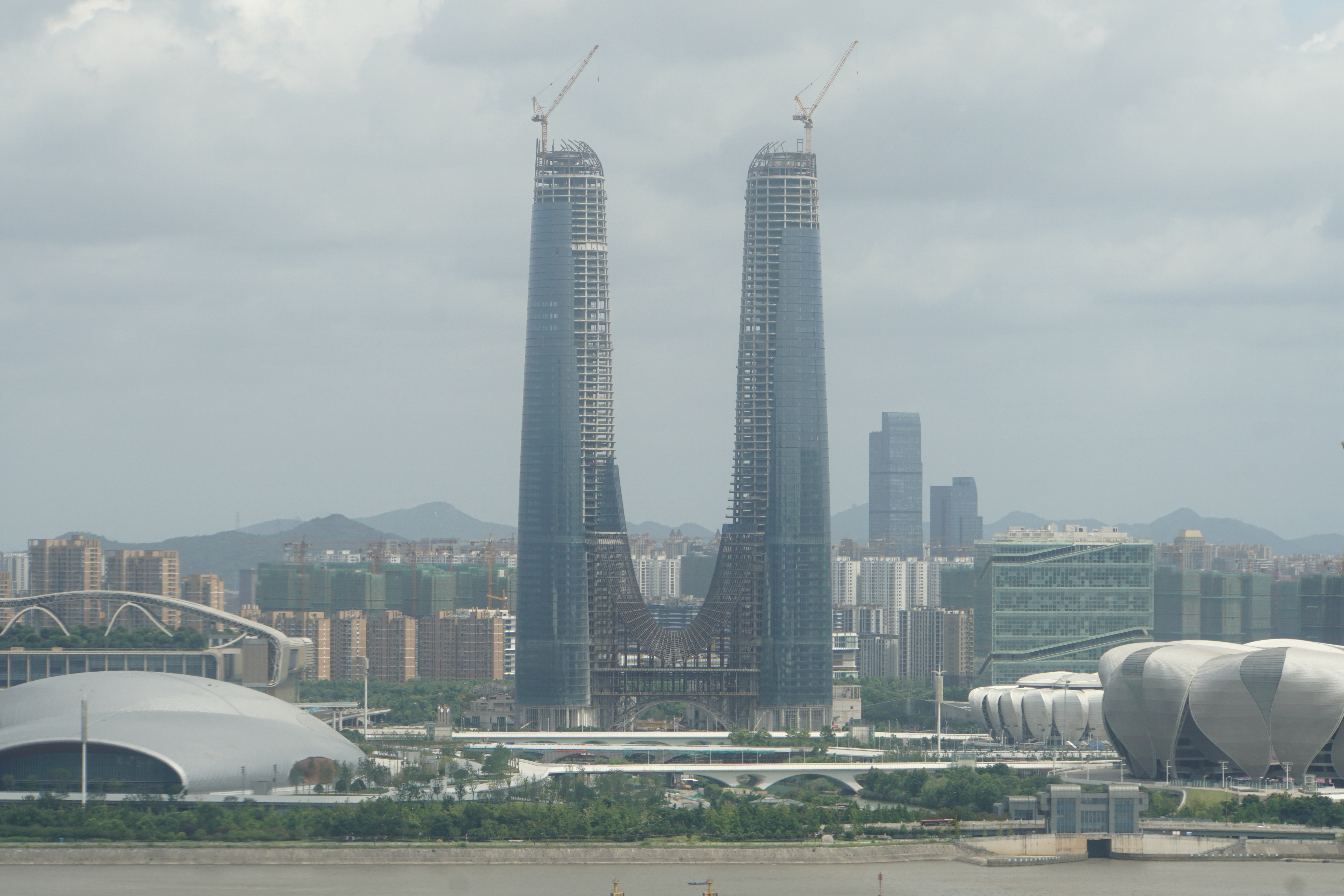
مرکز گرینلند هانگژو u/c